# Australische vliegenvangers
De Australische vliegenvangers (Petroicidae) zijn een familie van vogels uit de orde zangvogels. 
De gemeenschappelijke naam vliegenvanger is wat misleidend. In het Engels worden ze ook wel "Australische roodborstjes" (Australian robins) genoemd, wat ook geen gelukkige keuze is.

## Kenmerken
De meeste soorten hebben een gedrongen bouw met een relatief grote, afgeronde kop, een korte, rechte snavel en ronde vleugels. Een groep van deze vogels heeft een rode borst. De vrouwtjes zijn minder kleurig dan de mannetjes. De lichaamslengte varieert van 11 tot 18 cm.

## Leefwijze
Het zijn voornamelijk insecteneters, die op de grond en in de lucht op jacht gaan naar insecten.

## Voortplanting
Het komvormige nest is gemaakt van mos, dat wordt bijeengehouden door spinrag. Het legsel bestaat uit 2 tot 4 lichtblauwe of lichtgroene eieren met bruine of paarse vlekjes, die 12 tot 14 dagen worden bebroed.

## Verspreiding en leefgebied
De geslachten en soorten uit deze familie zijn allemaal endemisch in Australië of Nieuw-Guinea of  Nieuw-Zeeland of eilanden in de Grote Oceaan tot aan Samoa. Ze komen voor in een breed scala van leefgebieden waaronder subalpien tot tropisch regenwoud, mangrovemoerassen en struikgewas in droge gebieden. Vele soorten zijn deels trekvogels.

## Taxonomie
Het zijn zangvogels die behoren tot de Oscines. De onderorde of clade Oscines valt uiteen in onder andere twee grote groepen, de Corvida, waarbinnen de superfamilie Corvoidea en de Passerida waarbinnen een groot aantal superfamilies van in Europa voorkomende zangvogels zoals de Sylvioidea en de Muscicapoidea. De naam vliegenvanger (of roodborst) suggereert een verwantschap met deze Muscicapoidea, maar dat is niet zo. De Australische vliegenvangers (Petroicidae) vormen een geheel eigen familie binnen de clade Passerida.
De familie telt 20 geslachten met in totaal 51 soorten: 

### Lijst van geslachten
- Geslacht Amalocichla (2 soorten lijstervliegenvangers)
- Geslacht Cryptomicroeca (1 soort: Geelbuikvliegenvanger)
- Geslacht Devioeca (1 soort: Papoeavliegenvanger)
- Geslacht Drymodes (3 soorten fluiters)
- Geslacht Eopsaltria (2 soorten vliegenvangers)
- Geslacht Eugerygone (1 soort: Bloedrugvliegenvanger)
- Geslacht Gennaeodryas (1 soort: Groenbandvliegenvanger)
- Geslacht Heteromyias (3 soorten struikvliegenvangers)
- Geslacht Kempiella (2 soorten vliegenvangers)
- Geslacht Leucophantes (1 soort: Zwartkinvliegenvanger)
- Geslacht Melanodryas (2 soorten vliegenvangers)
- Geslacht Microeca (3 soorten vliegenvangers)
- Geslacht Monachella (1 soort: Bergbeekvliegenvanger)
- Geslacht Pachycephalopsis (2 soorten struikvliegenvangers)
- Geslacht Peneothello (5 soorten struikvliegenvangers)
- Geslacht Petroica (14 soorten vliegenvangers)
- Geslacht Plesiodryas (1 soort: Zwartborstvliegenvanger)
- Geslacht Poecilodryas (3 soorten vliegenvangers)
- Geslacht Quoyornis (1 soort: Grijs-witte vliegenvanger)
- Geslacht Tregellasia (2 soorten vliegenvangers)

Acanthisittidae (Rotswinterkoningen) · Acanthizidae (Australische zangers) · Acrocephalidae (Rietzangers) · Aegithalidae (Staartmezen) · Aegithinidae (Iora's) · Alaudidae (Leeuweriken) · Alcippeidae (Alcippes) · Artamidae (Spitsvogels) ·  Atrichornithidae (Doornkruipers) · Bernieridae (Madagaskarzangers) · Bombycillidae (Pestvogels) · Buphagidae (Ossenpikkers) · Calcariidae (IJsgorzen) · Callaeidae (Nieuw-Zeelandse lelvogels) · Calyptomenidae (Afrikaanse breedbekken) · Calyptophilidae (Tapuittangaren) · Campephagidae (Rupsvogels) · Cardinalidae (Kardinaalachtigen) · Certhiidae (Echte boomkruipers) · Cettiidae (Struikzangers) · Chaetopidae (Rotsspringers) · Chloropseidae (Bladvogels) · Cinclidae (Waterspreeuwen) · Cinclosomatidae (Kwartellijsters) · Cisticolidae (Graszangers) · Climacteridae (Australische kruipers) · Cnemophilidae (Satijnvogels) · Conopophagidae (Muggeneters) · Corcoracidae (Slijknestkraaien) · Corvidae (Kraaien) · Cotingidae (Cotinga's) · Dasyornithidae (Borstelvogels) · Dicaeidae (Bastaardhoningvogels) · Dicruridae (Drongo's) · Donacobiidae (Zwartkopdonacobius) · Dulidae (Palmtapuiten) · Elachuridae (Elachura) · Emberizidae (Gorzen) · Erythrocercidae (Elfmonarchen) · Estrildidae (Prachtvinken) · Eulacestomatidae (Leldikkop) · Eupetidae (Ralbabbelaars) · Eurylaimidae (Breedbekken en hapvogels) · Falcunculidae (Harlekijndikkoppen) · Formicariidae (Mierlijsters) · Fringillidae (Vinkachtigen) · Furnariidae (Ovenvogels) · Grallariidae (Mierpitta's) · Hirundinidae (Zwaluwen) · Hyliidae (Hylia's) · Hyliotidae (Hyliota's) · Hylocitreidae (Bessendikkop) · Hypocoliidae (Zijdestaarten) · Icteridae (Troepialen) · Icteriidae (Geelborstzanger) · Ifritidae (Ifrita) · Irenidae (Irena's) · Laniidae (Klauwieren) · Leiothrichidae (Babbelaars) · Locustellidae (Sprinkhaanzangers) · Machaerirhynchidae (Bootsnavels) · Macrosphenidae (Afrikaanse zangers) · Malaconotidae (Bosklauwieren) · Maluridae (Elfjes)    · Melampittidae (Paradijspitta's) · Melanocharitidae (Bessenpikkers) · Melanopareiidae (Maansluipers) · Meliphagidae (Honingeters) · Menuridae (Liervogels) · Mimidae (Spotlijsters) · Mitrospingidae (Mitrospingustangaren) · Modulatricidae (Vlekkeellijsters) · Mohoidae (O'o's) · Mohouidae (Mohoua's) · Monarchidae (Monarchen) · Motacillidae (Kwikstaarten en piepers) · Muscicapidae (Vliegenvangers) · Nectariniidae (Honingzuigers) · Neosittidae (Boomlopers) · Nesospingidae (Puertoricaanse tangare) ·  Nicatoridae (Nicators) · Notiomystidae (Hihi) · Oreoicidae (Oreoica's) · Oriolidae (Wielewalen en vijgvogels) · Orthonychidae (Stronklopers) · Pachycephalidae (Dikkoppen en fluiters) · Panuridae (Baardmannetje) · Paradisaeidae (Paradijsvogels) · Paradoxornithidae (Diksnavelmezen) · Paramythiidae (Prachtbessenpikkers) · Pardalotidae (Diamantvogels) · Paridae (Mezen) · Parulidae (Amerikaanse zangers) · Passerellidae (Amerikaanse gorzen) · Passeridae (Mussen) · Pellorneidae (Grondtimalia's) · Petroicidae (Australische vliegenvangers) · Peucedramidae (Oranjekopzanger) · Phaenicophilidae (Hispaniolatangaren) · Philepittidae (Asities) · Phylloscopidae (Boszangers) · Picathartidae (Kaalkopkraaien) · Pipridae (Manakins) · Pittidae (Pitta's) · Pityriasidae (Borstelkop) · Platylophidae (Maleise kuifgaai) · Platysteiridae (Lelvliegenvangers) · Ploceidae (Wevers en verwanten) · Pnoepygidae (Pnoepyga's) · Polioptilidae (Muggenvangers) · Pomatostomidae (Australaziatische babbelaars) · Promeropidae (Afrikaanse suikervogels) · Prunellidae (Heggenmussen) · Psophodidae (Zwiepfluiters) · Ptiliogonatidae (Zijdevliegenvangers) · Ptilonorhynchidae (Prieelvogels) · Pycnonotidae (Buulbuuls) · Regulidae (Goudhaantjes) · Remizidae (Buidelmezen) · Rhagologidae (Geschubde dikkop) · Rhinocryptidae (Tapaculo's) · Rhipiduridae (Waaierstaarten) · Rhodinocichlidae (Troepiaaltangare) · Salpornithidae (Gevlekte boomkruipers) · Sapayoidae (Breedbekmanakin) · Scotocercidae (Maquiszanger) · Sittidae (Boomklevers) · Spindalidae (Spindalissen) · Stenostiridae (Elfvliegenvangers) · Sturnidae (Spreeuwen) · Sylviidae (Grasmussen) · Teretistridae (Cubaanse zangers) · Thamnophilidae (Miervogels) · Thraupidae (Tangaren) · Tichodromidae (Rotskruiper) · Timaliidae (Timalia's) · Tityridae (Tityra's) · Troglodytidae (Winterkoningen) · Turdidae (Lijsters) · Tyrannidae (Tirannen) · Urocynchramidae (Przewalski's roodmus) · Vangidae (Vanga's) · Viduidae (Wida's) · Vireonidae (Vireo's) · Zeledoniidae (Zeledonia) · Zosteropidae (Brilvogels)